# L'addio a Enrico Berlinguer
Pour plus de détails, voir Fiche technique et Distribution.
L'addio a Enrico Berlinguer est un documentaire collectif italien sorti en 1984 sur les obsèques d'Enrico Berlinguer, le secrétaire général du parti communiste italien de 1972 à sa mort.

## Synopsis
Le film suit le cortège funèbre d'Enrico Berlinguer dans les rues de Rome le 11 juin 1984, en le faisant précéder d'un bref aperçu de la vie politique d'Enrico, du XXVe congrès du PCUS à Moscou en 1976 au dernier rassemblement avant les élections européennes de 1984, au cours duquel Enrico a fait un malaise sur le podium, devant les caméras de cinéma. Le film comprend des mémoires et des témoignages d'hommes politiques illustres, de Yasser Arafat à Mikhaïl Gorbatchev.

## Fiche technique
- Titre original : L'addio a Enrico Berlinguer ou Ciao Enrico[3]
- Réalisation : Ugo Adilardi, Silvano Agosti, Gianni Amico, Alfredo Angeli, Giorgio Arlorio, Gioia Benelli, Roberto Benigni, Bernardo Bertolucci, Giuseppe Bertolucci, Paolo Bianchini, Libero Bizzarri, Carlo Di Palma, Luigi Faccini, Giorgio Ferrara, Nicolò Ferrari, Andrea Frezza, Ansano Giannarelli, Franco Giraldi, Francesco Laudadio, Carlo Lizzani, Luigi Magni, Massimo Manuelli, Francesco Maselli, Giuliano Montaldo, Riccardo Napolitano, Piero Nelli, Renato Parascandolo, Luigi Perelli, Paolo Pietrangeli, Gillo Pontecorvo, Faliero Rosati, Roberto Russo, Massimo Sani, Ettore Scola, Raffaele Siniscalchi, Sergio Spina, Gabriele Tanferna, Anna Maria Tatò, Gianni Toti, Piero Vivarelli.
- Photographie : Alessandro Ojetti, Claudio Ragona, Angelo Lotti, Ernesto Lanzi, Paolo D'ottavi, Dario Di Palma, Antonio Climati, Massimo Cecchini, Angelo Bevilacqua, Mario Barsotti, Aldo Antonelli
- Montage : Ugo Gregoretti, Carla Simoncelli
- Musique : Luigi Pestalozza
- Société de production : Unitelefilm
- Pays de production :  Italie
- Langue de tournage : italien
- Format : Couleurs - Son mono - 16 mm
- Durée : 96 minutes
- Genre : Documentaire politique
- Dates de sortie :
  - Italie : 8 septembre 1984 (Festa Nazionale de l'Unità)

## Production
Après la mort de Berlinguer le 11 juin, le film a été tourné et monté en moins de quatre mois. Il a obtenu son visa le 5 octobre 1984 et est sorti en Italie deux jours plus tard, le 7 octobre 1984.

## Accueil
Ugo Gregoretti de L'Unità a déclaré qu'en regardant le film, il a été conquis par la grande humanité de Berlinguer, sa profondeur, son intelligence politique et sa moralité exemplaire, de sorte que, selon lui, ce film est le plus divertissant des requiems politico-religieux.

### Impact culturel
En 2010, les archives audiovisuelles du mouvement ouvrier et démocratique (it) ont publié un supplément spécial sur la vie et l'histoire politique d'Enrico Berlinguer, qui comprend ce film.

## Autres œuvres sur le même thème
- Berlinguer ti voglio bene, comédie italienne et premier film de Giuseppe Bertolucci et de Roberto Benigni réalisé du vivant de Berlinguer en 1977.
- La sfida interrotta (litt. « La tâche est interrompue ») est un essai écrit par l'homme politique Walter Veltroni qui raconte la douleur générale causée par la perte d'Enrico et ses funérailles.